# One Way or Another
Az One Way or Another egy dal az amerikai Blondie rockegyüttestől. A szerzői Debbie Harry énekesnő és Nigel Harrison basszusgitáros volt, az 1979-es Parallel Lines albumukon jelent meg. Kislemezen is megjelent, közvetlenül a nagyon sikeres Heart of Glass után, és a 24. helyet érte el a Billboard Hot 100-on. Bár Amerikán kívül sosem jelent meg hivatalosan kislemezen, mégis ez lett az együttes egyik legismertebb és legnépszerűbb dala. A 2004-ben a Rolling Stone magazin minden idők 500 legjobb dalát felsoroló listáján a 298. helyre került.
Felkerült az együttes első, The Best of Blondie című válogatásalbumának kanadai és amerikai verziójára (a nemzetközi kiadású változaton nem szerepelt). Az együttes újra felvette a dalt 1999-ben, amit azután a Snoops című amerikai televíziós sorozat főcímdalának használtak. Ez a verzió mint bónuszdal szerepelt a Livid (Live) koncertalbumukon.

## Kislemez kiadás

### US 7" (CHS 2236)
1. One Way or Another (Nigel Harrison, Debbie Harry) – 3:31
2. Just Go Away (Harry) – 3:21